# Bindé
Bindé ist sowohl eine Gemeinde (französisch commune rurale) als auch ein dasselbe Gebiet umfassendes Departement im westafrikanischen Staat Burkina Faso, in der Region Centre-Sud und der Provinz Zoundwéogo. Die Gemeinde hat in 29 Dörfern 36.512 Einwohner.